# Diaphorus jeanae
Diaphorus jeanae är en tvåvingeart som beskrevs av Jennifer L. Hollis 1964. Diaphorus jeanae ingår i släktet Diaphorus och familjen styltflugor.
Artens utbredningsområde är Nepal. Inga underarter finns listade i Catalogue of Life.